# Daniel Goldhagen
Daniel Jonah Goldhagen (Boston, Massachusetts; 30 de junio de 1959) es un escritor estadounidense y exprofesor asociado de ciencias políticas y sociología de la Universidad de Harvard. Goldhagen fue conocido internacionalmente por haber escrito dos libros controvertidos sobre el Holocausto: Los verdugos voluntarios de Hitler (1996) y La Iglesia católica y el Holocausto (2002). También ha escrito Peor que la guerra, un libro de 2009 que examina el fenómeno del genocidio.

## Primeros años
Daniel Jonah Goldhagen nació en Boston y creció en Newton, también en Massachusetts. Su esposa es Sarah Williams Goldhagen, una historiadora de la arquitectura y crítica para la revista The New Republic. Su padre Erich Goldhagen fue profesor en la Universidad de Harvard y sobreviviente del Holocausto que vivió en un gueto de rumanos-judíos en Chernivtsi, actual Ucrania. Goldhagen se refiere a su padre como un "modelo de sobriedad y probidad intelectual". Así, ha escrito que su "comprensión del nazismo y del Holocausto está en gran deuda" con la influencia de su padre.
En 1977, Goldhagen ingresó a la Universidad de Harvard, donde permaneció por unos veinte años, como estudiante de pregrado, posgrado y luego como profesor asistente en el Departamento de Estudios Sociales y de Gobierno. Durante sus estudios de posgrado, asistió a una conferencia de Saul Friedländer en que se percató de que en el debate "funcionalismo versus intencionalismo" no se contestaba la pregunta de por qué las personas habían ejecutado la orden dada por Hitler de aniquilar a los judíos. Goldhagen quería investigar quiénes eran los alemanes que habían matado a los judíos y las razones de la matanza.

## Carrera
Como estudiante de posgrado, Goldhagen investigó en los archivos alemanes. La tesis de Los verdugos voluntarios de Hitler: los alemanes corrientes y el holocausto propone que, durante el Holocausto, varios asesinos eran alemanes comunes, que mataron por haber sido criados en una cultura profundamente antisemita y, por tanto, fueron aculturados —"listos y dispuestos"— para ejecutar los planes genocidas de la Alemania nazi.
La primera publicación notable de Goldhagen fue la reseña "False Witness" del libro Why Did the Heavens Not Darken (1988) del historiador Arno Mayer, la cual fue publicada en la revista New Republic en 1989. Goldhagen sostuvo que "el enorme error intelectual de Mayer" es adscribir la causa del Holocausto al anticomunismo antes que al antisemitismo. Asimismo, criticó la afirmación de Mayer de que la mayor parte de las masacres de judíos en la Unión Soviética durante las primeras semanas de la Operación Barbarroja en el verano de 1941 fueron cometidas por locales, con participación de la Wehrmacht, y lo acusó de traducir los hechos sobre la conferencia de Wannsee (1942) en donde se planificó el genocidio de judíos europeos y no (como Mayer dijo) simplemente su reasentamiento. Goldhagen también acusó a Mayer de oscurantismo, de suprimir hechos históricos y ser un apologista de la Alemania nazi, como Ernst Nolte por intentar "des-demonizar" al nacionalsocialismo. En 1989, Lucy Dawidowicz reseñó el mismo libro y elogió la reseña de Goldhagen, a quien identificó como un historiador del Holocausto en ascenso que refutó formalmente la "falsificación [histórica] de Mayer".
El trabajo de Goldhagen resume cuatro elementos históricos, analizados de forma separada, como fueron presentados en los libros La Iglesia católica y el Holocausto (2002) y Peor que la guerra (2009): (i) la descripción (lo que sucedió); (ii) la explicación (¿por qué pasó?); (iii) evaluación moral (juicio); y (iv) prescripción (¿qué se debe hacer?). Según Goldhagen, sus estudios sobre el Holocausto abordan cuestiones sobre las particularidades políticas, sociales y culturales detrás de otros genocidios: “¿Quién los llevó a cabo?” “¿Qué tienen en común las matanzas masivas, a pesar de las diferencias temporales y culturales?”; con este propósito, escribió Peor que la guerra: genocidio, eliminacionismo y la continua agresión contra la humanidad sobre la naturaleza global del genocidio y evitar tales crímenes contra la humanidad.

## Obras
- Los verdugos voluntarios de Hitler: los alemanes corrientes y el holocausto. Trad. Jordi Fibla. Madrid: Taurus, 1998. ISBN 84-306-0015-9
- La Iglesia católica y el Holocausto: una deuda pendiente. Trads. María Condor, Jesús Cuéllar, Pablo Hermida. Madrid: Taurus 2002. ISBN 84-306-0491-X
- Peor que la guerra: genocidio, eliminacionismo y la continua agresión contra la humanidad. Madrid: Taurus, 2010. ISBN 84-306-0778-1